# 60-та паралель північної широти
60-та паралель північної широти — лінія широти, що лежить на 60 градусів північніше земної екваторіальної площини. Вона проходить через Європу, Азію, Тихий океан, Північну Америку та Атлантичний океан.
Хоча паралель проходить приблизно вдвічі далі від екватора, ніж від Північного полюса, її довжина вдвічі коротша за довжину екватора, оскільки косинус 60° дорівнює 1/2.
На цій широті під час літнього сонцестояння сонце видно 18 годин 52 хвилини, а під час зимового сонцестояння — 5 годин 52 хвилини. 21 червня максимальна висота Сонця становить 53,44°, а 21 грудня — 6,56°. Це найнижча широта, на якій спостерігаються білі ночі.
В день літнього сонцестояння та протягом всього червня вночі спостерігаються навігаційні сутінки. Кожного дня з 22 серпня по 21 квітня можна спостерігати як астрономічний світанок, так і астрономічні сутінки.

## Список географічних об'єктів, що перетинає 60° пн. ш.
Починаючи з Гринвіцького меридіану та рухаючись на схід, 60-та паралель північної широти проходить через:
| Координати                                                      | Країна, територія або море | Примітки |
| --------------------------------------------------------------- | -------------------------- | --- |
| 60°0′ пн. ш. 0°0′ сх. д. / 60.000° пн. ш. 0.000° сх. д.         | Північне море              | |
| 59°0′ пн. ш. 5°34′ сх. д. / 59.000° пн. ш. 5.567° сх. д.        | Норвегія                   | Вестланн — проходить через острови Столмен[en] та Сельбьорн[en] |
| 60°0′ пн. ш. 5°12′ сх. д. / 60.000° пн. ш. 5.200° сх. д.        | Північне море              | Сельбьорнсфьорден[en] |
| 60°0′ пн. ш. 5°15′ сх. д. / 60.000° пн. ш. 5.250° сх. д.        | Норвегія                   | Вестланн — проходить через острів Хуфтарьой[en] |
| 60°0′ пн. ш. 5°17′ сх. д. / 60.000° пн. ш. 5.283° сх. д.        | Північне море              | Протока Лангенуен[en] |
| 60°0′ пн. ш. 5°22′ сх. д. / 60.000° пн. ш. 5.367° сх. д.        | Норвегія                   | Вестланн — проходить через острови Рекстерен[en] та Тіснесой[en] та материк |
| 60°0′ пн. ш. 5°52′ сх. д. / 60.000° пн. ш. 5.867° сх. д.        | Північне море              | Гардангерфьорд |
| 60°0′ пн. ш. 5°59′ сх. д. / 60.000° пн. ш. 5.983° сх. д.        | Норвегія                   | Проходить північніше Осло |
| 60°0′ пн. ш. 12°23′ сх. д. / 60.000° пн. ш. 12.383° сх. д.      | Швеція                     | Проходить через Фагерсту та північніше Уппсали |
| 60°0′ пн. ш. 18°53′ сх. д. / 60.000° пн. ш. 18.883° сх. д.      | Балтійське море            | |
| 60°0′ пн. ш. 20°8′ сх. д. / 60.000° пн. ш. 20.133° сх. д.       | Фінляндія                  | Проходить через Хьогшер, Бекьо та деякі менші Аландські острови |
| 60°0′ пн. ш. 20°58′ сх. д. / 60.000° пн. ш. 20.967° сх. д.      | Балтійське море            | |
| 60°0′ пн. ш. 23°30′ сх. д. / 60.000° пн. ш. 23.500° сх. д.      | Фінляндія                  | Проходить через Таммісаарі[en] |
| 60°0′ пн. ш. 23°58′ сх. д. / 60.000° пн. ш. 23.967° сх. д.      | Балтійське море            | |
| 60°0′ пн. ш. 24°26′ сх. д. / 60.000° пн. ш. 24.433° сх. д.      | Фінляндія                  | Проходить через півострів Порккала |
| 60°0′ пн. ш. 24°30′ сх. д. / 60.000° пн. ш. 24.500° сх. д.      | Балтійське море            | Фінська затока — проходить південніше Гельсінкі, Фінляндія та острова Гогланд, Росія |
| 60°0′ пн. ш. 27°48′ сх. д. / 60.000° пн. ш. 27.800° сх. д.      | Росія                      | Проходить через острів Мощний |
| 60°0′ пн. ш. 27°54′ сх. д. / 60.000° пн. ш. 27.900° сх. д.      | Балтійське море            | Фінська затока |
| 60°0′ пн. ш. 29°44′ сх. д. / 60.000° пн. ш. 29.733° сх. д.      | Росія                      | Проходить через острів Котлін і Кронштадт |
| 60°0′ пн. ш. 29°47′ сх. д. / 60.000° пн. ш. 29.783° сх. д.      | Балтійське море            | Фінська затока |
| 60°0′ пн. ш. 30°5′ сх. д. / 60.000° пн. ш. 30.083° сх. д.       | Росія                      | Проходить через Санкт-Петербург та Ладозьке озеро |
| 60°0′ пн. ш. 154°30′ сх. д. / 60.000° пн. ш. 154.500° сх. д.    | Охотське море              | Затока Шеліхова |
| 60°0′ пн. ш. 161°28′ сх. д. / 60.000° пн. ш. 161.467° сх. д.    | Росія                      | Проходить через Камчатський півострів |
| 60°0′ пн. ш. 165°14′ сх. д. / 60.000° пн. ш. 165.233° сх. д.    | Берингове море             | |
| 60°0′ пн. ш. 166°10′ сх. д. / 60.000° пн. ш. 166.167° сх. д.    | Росія                      | Проходить через Півострів Говена |
| 60°0′ пн. ш. 166°33′ сх. д. / 60.000° пн. ш. 166.550° сх. д.    | Берингове море             | Олюторська затока |
| 60°0′ пн. ш. 170°9′ сх. д. / 60.000° пн. ш. 170.150° сх. д.     | Росія                      | Проходить через Олюторський півострів |
| 60°0′ пн. ш. 170°26′ сх. д. / 60.000° пн. ш. 170.433° сх. д.    | Берингове море             | |
| 60°0′ пн. ш. 167°8′ зх. д. / 60.000° пн. ш. 167.133° зх. д.     | США                        | Аляска — проходить через острів Нунівак |
| 60°0′ пн. ш. 165°39′ зх. д. / 60.000° пн. ш. 165.650° зх. д.    | Етолінська протока[en]     | |
| 60°0′ пн. ш. 164°9′ зх. д. / 60.000° пн. ш. 164.150° зх. д.     | США                        | Аляска |
| 60°0′ пн. ш. 152°38′ зх. д. / 60.000° пн. ш. 152.633° зх. д.    | Тихий океан                | Затока Кука |
| 60°0′ пн. ш. 151°44′ зх. д. / 60.000° пн. ш. 151.733° зх. д.    | США                        | Аляска — проходить через Кенайський півострів, острови Еванс[en], Елрінгтон, Латуш[en] та Монтегю |
| 60°0′ пн. ш. 147°24′ зх. д. / 60.000° пн. ш. 147.400° зх. д.    | Тихий океан                | Аляскинська затока |
| 60°0′ пн. ш. 144°24′ зх. д. / 60.000° пн. ш. 144.400° зх. д.    | США                        | Аляска — проходить через острови Вінгем і Каяк[en] та материк |
| 60°0′ пн. ш. 143°50′ зх. д. / 60.000° пн. ш. 143.833° зх. д.    | Тихий океан                | Аляскинська затока |
| 60°0′ пн. ш. 141°53′ зх. д. / 60.000° пн. ш. 141.883° зх. д.    | США                        | Аляска |
| 60°0′ пн. ш. 139°3′ зх. д. / 60.000° пн. ш. 139.050° зх. д.     | Канада                     | Становить кордон між Юконом та Британською Колумбією Становить кордон між Північно-Західними територіями та Британською Колумбією Становить кордон між Північно-Західними територіями та Альбертою — проходить через Національний парк Вуд-Баффало та південніше Форт-Сміта Становить кордон між Північно-Західними територіями та Саскачеваном Становить кордон між Нунавутом та Манітобою |
| 60°0′ пн. ш. 94°49′ зх. д. / 60.000° пн. ш. 94.817° зх. д.      | Гудзонова затока           | Проходить північніше островів Оттава[en], Нунавут, Канада |
| 60°0′ пн. ш. 77°17′ зх. д. / 60.000° пн. ш. 77.283° зх. д.      | Канада                     | Квебек — проходить південніше Пувірнітука |
| 60°0′ пн. ш. 69°46′ зх. д. / 60.000° пн. ш. 69.767° зх. д.      | Затока Унгава              | Проходить південніше Кангірсука, Квебек, Канада |
| 60°0′ пн. ш. 65°7′ зх. д. / 60.000° пн. ш. 65.117° зх. д.       | Канада                     | Квебек Ньюфаундленд і Лабрадор |
| океан 60°0′ пн. ш. 64°9′ зх. д. / 60.000° пн. ш. 64.150° зх. д. | Атлантичний океан          | Становить кордон між Дейвісовою протокою (північніше) та Лабрадорським морем (південніше)[2] |
| 60°0′ пн. ш. 44°52′ зх. д. / 60.000° пн. ш. 44.867° зх. д.      | Гренландія                 | Проходить південніше Нарсака |
| 60°0′ пн. ш. 43°9′ зх. д. / 60.000° пн. ш. 43.150° зх. д.       | Атлантичний океан          | |
| 60°0′ пн. ш. 1°21′ зх. д. / 60.000° пн. ш. 1.350° зх. д.        | Велика Британія            | Шотландія — проходить через острови Мейнленд[en] та Муса[en], Шетландські острови |
| 60°0′ пн. ш. 1°11′ зх. д. / 60.000° пн. ш. 1.183° зх. д.        | Північне море              | |

## Канада
В Канаді через 60-ту паралель північної широти проходить південна материкова межа території Юкон, Північно-Західних територій і Нунавуту та, відповідно, північна межа провінцій Британська Колумбія, Альберта, Саскачеван і Манітоба.
«На північ від шістдесятої» є виразом, який часто використовується на позначення територій Північної Канади, хоча деякі частини Нунавуту (острови в Гудзоновій затоці та затоці Джеймс) розташовані південніше 60-тої паралелі пн.ш., а частини Квебеку та Ньюфаундленду і Лабрадору розташовані північніше. У 1990-х роках на CBC виходила телепередача «На північ від 60-тої», присвячена життю на Північно-Західних територіях.
На перетині 60-тої паралелі пн.ш. та 102-го меридіана зх.д. розташована точка чотирьох кутів, що лежить між Північно-Західними територіями, Нунавутом, Саскачеваном та Манітобою.

## Гренландія
Між 1776 і 1950 роками через 60-ту паралель пн.ш. проходила південна межа виключної монополії Королівського торгового департаменту Гренландії на торгівлю у дано-норвезькій, а пізніше датській колонії Гренландія (1776–1782) та Південна Гренландія (1782–1950).

## В культурі
У 2015 році Мелакі Таллак опублікував книгу «Шістдесят градусів північної широти: навколо світу в пошуках дому» (Sixty Degrees North: Around the World in Search of Home), яка описує його подорожі вздовж паралелі, які починаються і закінчуються на Шетландських островах.